# Pavillon de la Californie (1893)
Le pavillon de Californie est un bâtiment éphémère de la fin du XIXe siècle construit dans le cadre de l'Exposition universelle de 1893 qui s'est tenue à Chicago, aux États-Unis.

## Histoire
La cérémonie d'inauguration a lieu le 19 juin 1893, le pavillon ayant à cet effet été pavoisé de multiples drapeaux et de fleurs, dont des rares, de l'État de Californie. Ces festivités auraient fait réunir une dizaine de milliers de spectateurs.